# Mbaddi
Mbaddi est une localité du Cameroun située dans l'arrondissement de Bogo, le département du Diamaré et la région de l’Extrême-Nord. Elle fait partie du lawanat de Madaka.
Lors du recensement de 2005, on y a dénombré 793 personnes, dont 381 hommes et 412 femmes.